# کیرا لوئیس جونیور
کیرا لوئیس جونیور (انگلیسی: Kira Lewis Jr.؛ زادهٔ ۶ آوریل ۲۰۰۱) بازیکن بسکتبال اهل ایالات متحده آمریکا است.

## حرفه
وی در مسابقات کشوری و بین‌المللی در مجموع برندهٔ ۱ مدال طلا شده‌است.